# Baussant
 (novembre 2020).
Si vous disposez d'ouvrages ou d'articles de référence ou si vous connaissez des sites web de qualité traitant du thème abordé ici, merci de compléter l'article en donnant les références utiles à sa vérifiabilité et en les liant à la section « Notes et références ».

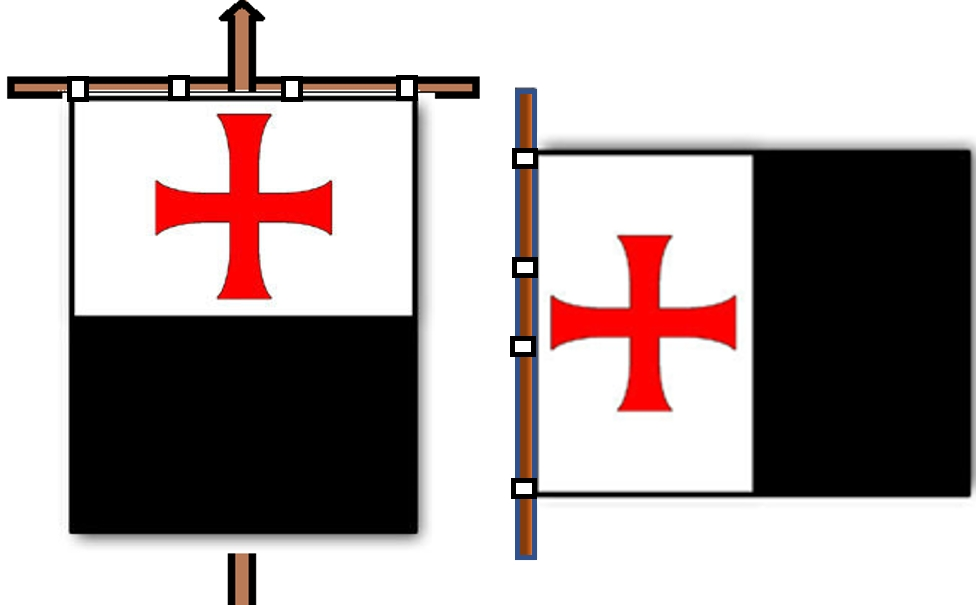
Le gonfanon baussant

Le baussant, appelé aussi gonfanon baussant, était l'étendard des Templiers.
Il a aujourd'hui été repris par l'Association des guides et scouts d'Europe, qui en a fait le drapeau des associations de l'Union internationale des guides et scouts d'Europe : le Baussant.

## Origine
On en trouve des représentations et textes dès le XIIe Siècle, mais il pourrait être plus ancien.  le nom a été écrit de différentes manières : confanon bauçan, bauçan, beaucent, baucent, balçent, baussant.   
Plusieurs étymologies sont connues, la plus retenue serait celle venant de l'ancien français bauçant, mot qui servait pour décrire la robe d'un cheval de deux couleurs. Il serait dérivé du latin balteus (ceinture, bande) et que l'on retrouve aussi en roumain sous la forme bãltat pour désigner un cheval noir et blanc. Le terme « gonfanon baussant » aurait donc été utilisé car l'étendard était un gonfanon séparé en deux bandes noire et blanche et simplifié en baussant qui est la dénomination définitive fixée à la fin du moyen âge, les Templiers eux-mêmes ont supprimé le terme gonfanon pour le baptiser simplement « baussant ». L'étymologie Vaux cent est aussi parfois citée, selon l'idée qu'un templier vaudrait cent combattants, mais elle est fantaisiste.  

## Description

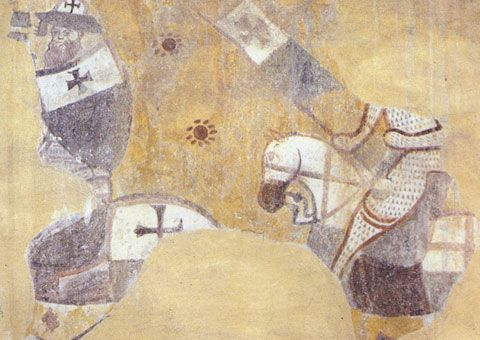
Baussant sur une fresque (XIIIe s.) de la Commanderie de Pérouse.

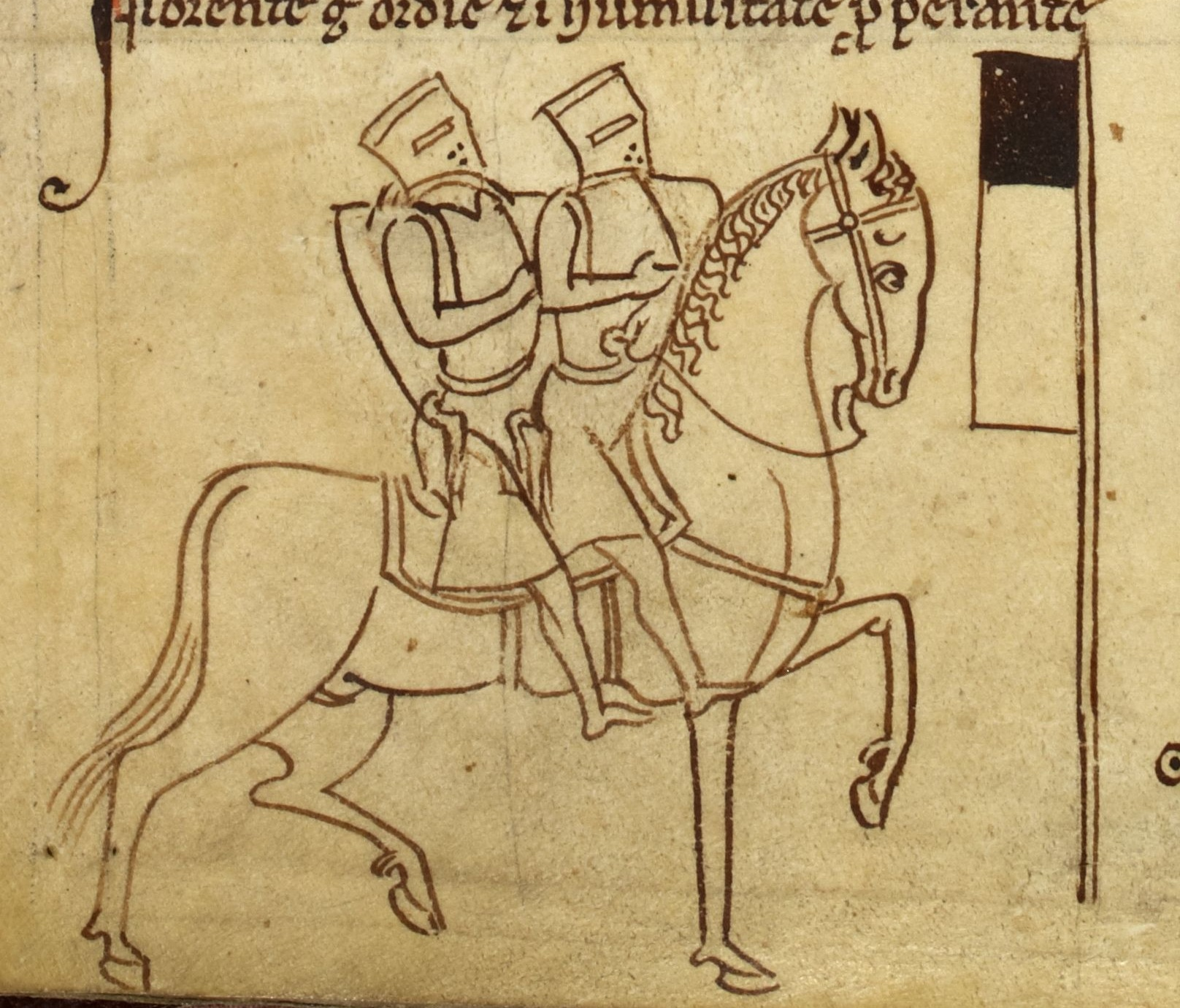
Templiers, illustration des Chronica maiora de Matthieu Paris (XIIIe s.).

Le gonfanon Baussant est représenté comme un étendard rectangulaire dont l'axe est à angle droit de la hampe et qui n'était pas destiné à être porté à l'horizontale mais à la verticale. Cependant au combat celui-ci pouvait être porté à l'horizontale (comme un drapeau) au bout d'une lance. Il est noir est blanc, couleur des habits des templiers et représenté sur des fresques surmonté d'une croix rouge dans la partie blanche, sans croix sur d'autres. L'ordre des couleurs,  blanc en haut et noir en bas ou inversement, ainsi que leurs proportions, varient selon les représentations. Les écrits, comme la plupart des représentations ne laissent aucun doute sur l'étendard des Templiers, c'est un gonfanon et souvent cité comme «gonfanon baussant» dans des textes anciens,.   
De nombreuses erreurs ont pu et peuvent être faites lors de sa représentation, car l'étendard original n'a pas été conservé, et il a souvent été mal représenté sur les enluminures et les fresques[réf. souhaitée]. Tout comme de nombreux autres étendards, souvent pour un souci de place dans l'illustration, mais aussi parce que l'exactitude historique n'était pas une priorité à l'époque contrairement à l'identification de l'ordre ou de la nation (ou armée) représentée. Raison pour laquelle les bannières et drapeaux sont souvent représentés de manière tronquée et raccourcie. 

## Héraldique
En termes héraldiques, le gonfanon baussant se décrit comme « coupé d’argent et de sable, à une croix de gueules brochant ». Malgré cette description qui place l'argent (le blanc) en haut, le baussant est le plus souvent représenté avec la partie supérieure noire (sable).[réf. souhaitée]

## Symbolique
Les couleurs du baussant n'ont pas été choisies au hasard. L'évêque d'Acre et chroniqueur de l'époque, Jacques de Vitry, tenait ses renseignements des Templiers eux-mêmes.
Il explique ainsi que le noir symbolisait la férocité des Templiers envers leurs ennemis alors que le blanc symbolisait, quant à lui, l'amour (franc et bienveillant) pour leurs amis. « Des lions en guerre, des agneaux en paix. » résume Jacques de Vitry dans son Historia orientalis.
L’historien Alain Demurger propose une autre explication : le noir était le symbole de l'humilité et de la pénitence (ce qui explique pourquoi les moines de Cluny l'ont choisi), tandis que le blanc était celui de la pureté (et a été préféré au noir par les cisterciens qui voulaient marquer une rupture avec les excès qu'ils reprochaient aux bénédictins).

## Valeur
Dans la hiérarchie de l'ordre du Temple, c'était un grand honneur que d'occuper le rang de gonfanonier (c'est-à-dire porteur du gonfanon) car le gonfanon baussant était le signe de ralliement des chevaliers au cours des batailles. Sa garde était confiée au sénéchal.
En aucun cas, il ne devait être baissé, perdu ou abandonné à la bataille sous peine de sanction grave qui pouvait aller jusqu'à l'exclusion de l'ordre (exclusion de la maison) ou la mise au fer,. Les Templiers mettaient jusqu'à dix combattants à disposition du gonfalonnier durant la bataille pour assurer la défense du gonfanon c'est une indication claire de l'importance majeure que les moines-chevaliers accordaient à leur bannière, celle-ci servant de point de repère et de ralliement dans la bataille. Il était aussi interdit au gonfanonier de se battre, ce qu'il aurait de toute façon difficilement pu faire – le gonfanon étant relativement lourd ne pouvait certainement se tenir qu'à deux mains[réf. souhaitée] (l'obligeant à le lâcher, ce qui est interdit). –
L'utilisation d'un gonfanon par les Templiers, plutôt que d'un drapeau ou d'une oriflamme n'est pas anodine, mais a plutôt une raison pratique : les drapeaux flottent au vent, et peuvent s'enrouler autour de la hampe durant la bataille, ou pendre en l'absence totale de vent, rendant toute identification impossible, et donc difficilement utilisable comme repère.

## Scoutisme
Le baussant est l’étendard des associations membres de l'Union internationale des guides et scouts d'Europe, il y est aussi repris comme drapeaux. Il reprend le nom baussant car il est très largement inspiré du baussant des Templiers et en reprend les couleurs noir et blanche avec une croix rouge, mais chargée d'un lys. 
Pour le mouvement, le noir et blanc y représentent la lutte du bien contre le mal, la croix rouge y représente les symboles d'amour et de sang avec huit pointes pour rappeler les huit béatitudes de l'évangile de Saint Matthieu et la fleur de lys est le symbole universel du scoutisme. Le blanc se trouve à gauche coté hampe afin que lors de la promesse lorsque l'on incline le Baussant horizontalement le blanc soit au dessus et représente ainsi la victoire du bien sur le mal. Le drapeau à le blanc en haut pour la même raison.
En France, il est utilisé par l'Association des guides et scouts d'Europe, mais le terme Baussant est aussi utilisé par des associations issues de l'Association des guides et scouts d'Europe pour nommer leurs étendards qui ne reprennent pas les couleurs exactes du baussant ni la signification propres du baussant de l'AGSE. 
Le Baussant est utilisé par toutes les associations adhérentes à UIGSE tel qu'en Amérique du nord par la Fédération of North-American Explorers (FNE) rattaché à l'UIGSE.
Il existe aussi des baussant scouts à croix ancrée utilisés par tradition chez les scouts marins, mais ils ne sont pas officiels.